# Tropidoprion pfeifferae
Tropidoprion pfeifferae is een keversoort uit de familie van de boktorren (Cerambycidae). De wetenschappelijke naam van de soort werd in 1880 als Macrotoma pfeifferae gepubliceerd door Charles Owen Waterhouse.